# Thorp T-18

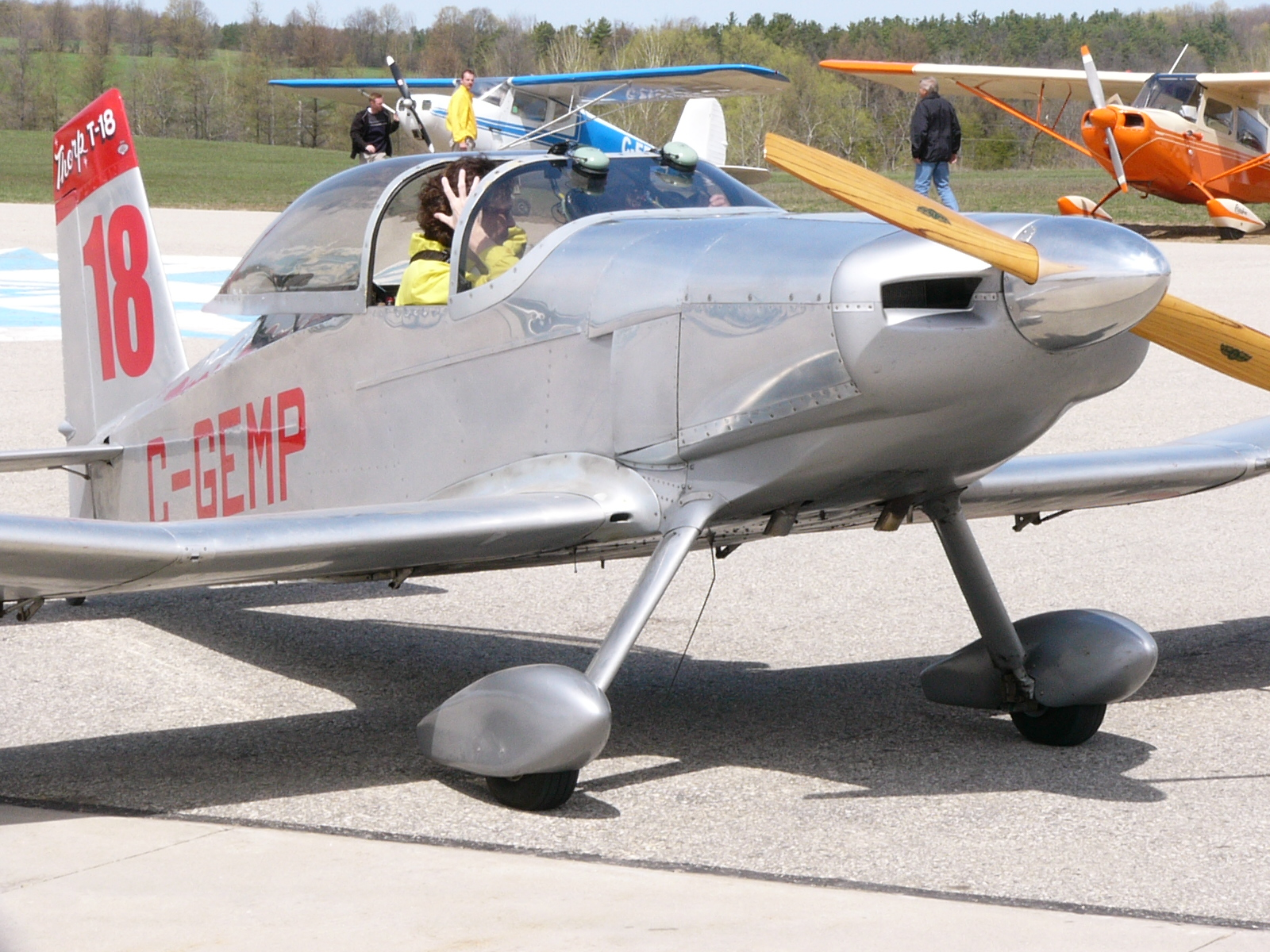
Thorp T-18

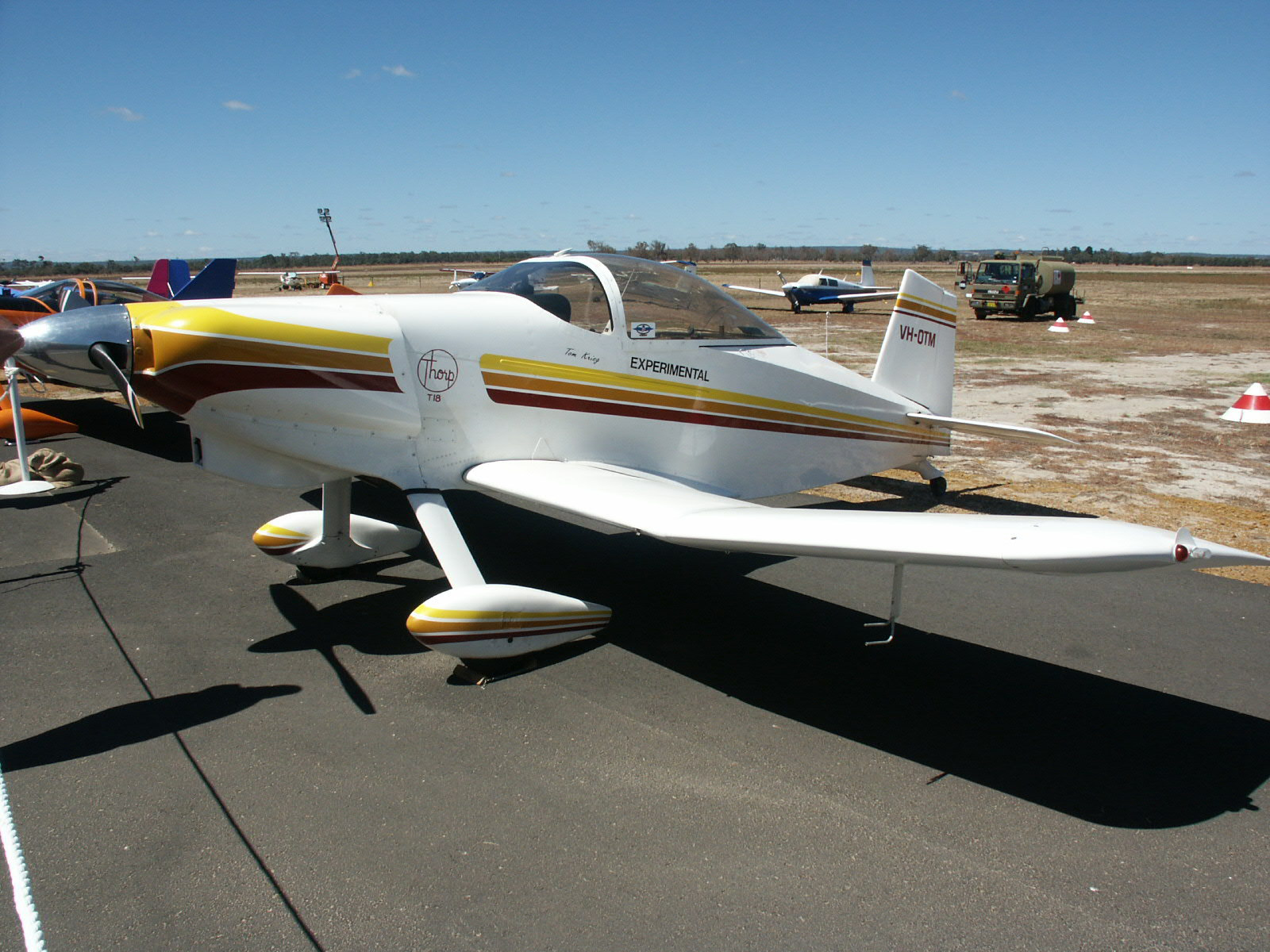
T-18

El Avión Thorp T-18 es un avión biplaza, todo de metal, construido en taller casero sobre planos diseñados en 1963 por John Thorp.
El avión fue diseñado originalmente como un avión de cabina abierta, impulsado por un motor de Lycoming O-290G, excedente del cupo militar, pero se convirtió en un avión completamente cerrado con dosel de burbujas sin arriostramiento, que intenta proporcionar una visión de 360 ° al piloto propulsado por motores de hasta 200  CV, es decir 149 kW. 

## Diseño y desarrollo
El T-18 se diseñó para ser construido fácilmente a partir de planchas de aluminio y para utilizar el motor Lycoming O-290G modificado. Originalmente fue diseñado con una cabina abierta y con las culatas que sobresalen a través del capó del motor en aras de la simplicidad. Incluso tal y como se diseñó originalmente, la velocidad de crucero fue bastante alta. El diseño mostró un gran potencial para alcanzar un mayor rendimiento por lo que se crearon modificaciones para instalar motores Lycoming con capuchas más grandes y un dosel de burbujas. Estas modificaciones permitieron que un «T-18» con 125 hp (93 kW) navegue a 160 mph (257  km/ h) y unidades con mayor potencia para navegar a más de 200 mph (32 km/ h). Algunos aviones han sido construidos con un tren de aterrizaje retráctil.
Estas mejoras en el rendimiento convirtieron al T-18 en uno de los diseños más populares de la década de 1970 y principios de los 80 hasta que salió al mercado la serie de modelos de aviones de Van's Aircraft RV.
El T-18 fue diseñado para usar el motor Lycoming O-290G de 125 hp (93 kW). En el momento en que se desarrolló el T-18 estos motores eran baratos y ampliamente disponibles como motores de generador procedentes de excedentes militares. Cuando se convirtieron para su uso en aviones, eran prácticamente idénticos a los motores de los aviones «O-290D» u «O-290D2».
Se pueden utilizar otros motores Lycoming, incluidos el Lycoming O-320 , Lycoming O-340 , Lycoming O-360 y el Lycoming IO-360.
Los planos del T-18 están actualmente disponibles para los constructores de Eklund Engineering, que también están en desarrollo una versión de kit de corte por láser y, a partir de 2009, ya tenían kits de  alerones, flaps y  cola. Classic Sport Aircraft en un momento suministró planos, piezas y kits para la versión triciclo S-18 y S-18T, pero dejó de estar en funcionamiento a partir de 2014. Thorp Central adquirió los activos de Classic Sport Aircraft y en la actualidad es esta compañía la que ofrece estos servicios.
Para 2011, se habían vendido más de 1600 juegos de planos y estaban volando 400 aviones.

## Historia operativa
Un T-18, N455DT, fue construido por Donald Taylor de California y voló alrededor del mundo desde Oshkosh, Wisconsin en 1976. Esta fue la primera circunnavegación exitosa del mundo realizada por un avión de fabricación casera. Posteriormente, Taylor voló con la versión  N455DT al Polo norte geográfico, utilizando un sistema híbrido de navegación inercial  Sperry.
Clive Canning voló en otro T-18 desde Australia a Inglaterra a principios del mismo año.

## Variantes
- T-18 Modelo original

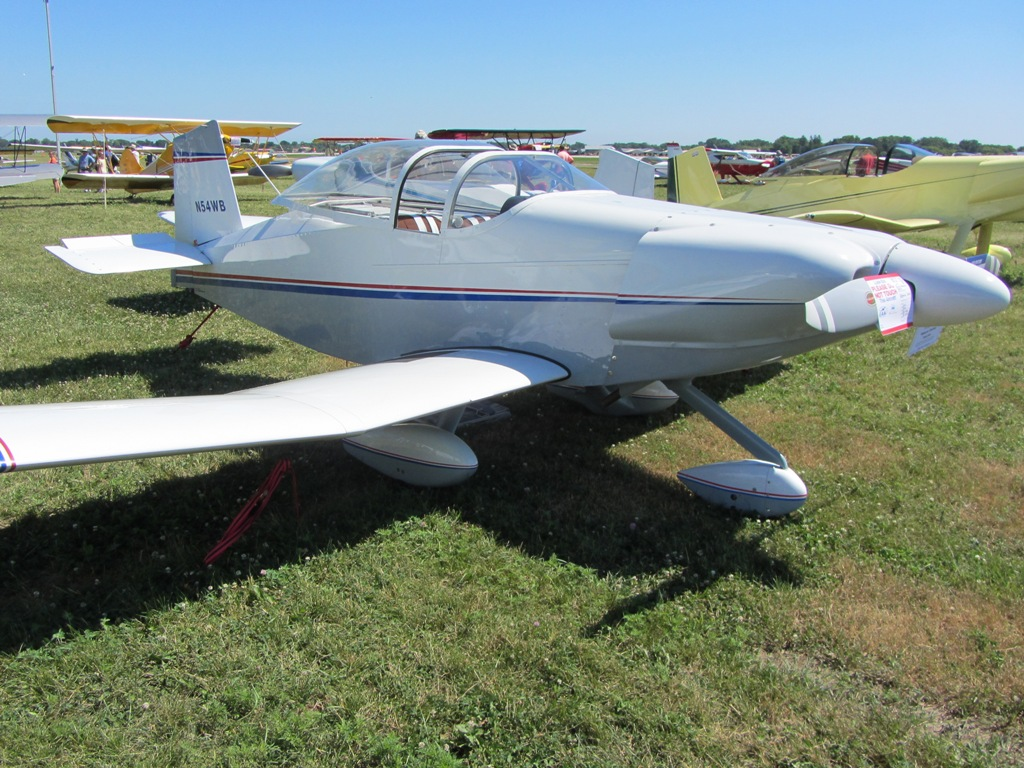
Ejemplar del Thorp S-18T

- T-18W Modificación del T-18, con cambios diseñados por Lou Sunderland para proporcionar un fuselaje 5 cm más ancho.
- T-18C Modificación del T-18, con cambios diseñados por Lou Sunderland para proporcionar un ala «plegable» que gira hacia atrás contra el fuselaje para remolque o almacenamiento.
- T-18CW
- T-18 con fuselaje más ancho y alas plegables.
- S-18 Similar al T-18CW, con superficie aerodinámica modificada y otros cambios menores. Los cambios de Sunderland se realizaron en colaboración con Thorp.[11]
- S-18T Versión del tren de aterrizaje triciclo[3][4][7][11]

## Especificaciones (S-18 con Lycoming O-360)
Datos proporcionados por Eklund & Classic Sport Aircraft

### Características generales
- Tripulación: uno
- Capacidad: un pasajero
- Longitud: 18 pies 10 pulgadas (5,77 m)
- Envergadura: 20 pies 10 pulgadas.(6.35  m)
- Altura: 5 pies 1 in (1.55 m)
- Área del ala: 86 ft² (8 m²)
- Peso en vacío: 1000 lbs (454 kg)
- Carga útil: 600 lbs (271 kg)
- Peso cargado: 1600 lbs (725 kg)
- Central eléctrica : × Lycoming O-360, 180 hp (135 kW) cada uno
- Hélices: hélice de velocidad constante, una por motor
- Diámetro de la hélice: 72 in (1,83 m)

### Características de vuelo
- Velocidad máxima : 200 mph (320 km/h)
- Velocidad de crucero : 180 mph (292 km/h)
- Rango : 540 sm (875 km), 900 sm (1458 km) con tanques laterales opcionales
- Velocidad de ascenso : 1500 fpm (7.6 m/s)
- Carga de ala : 18.6 lb/ft² (90 kg/m²)
- Potencia/masa : 8.9 lb/hp (0.19 kW /kg)